# أغليا كونراد
أغليا كونراد هي مصورة بلجيكية، ولدت في 28 يناير 1960 في سالزبورغ في النمسا.